# Gospodarka Irokezów

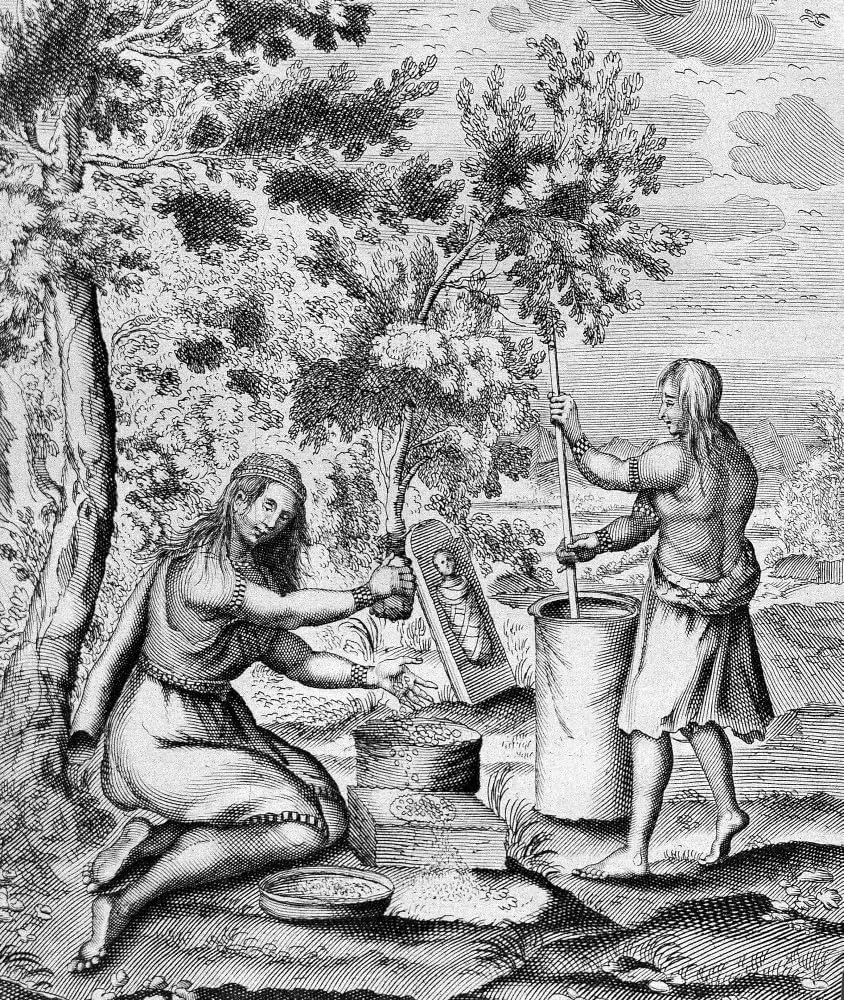
Irokeskie kobiety mielą kukurydzę lub zasuszone jagody (ryt 1664)

Gospodarka Irokezów pierwotnie była formą produkcji wspólnotowej, łącząc łowiectwo, zbieractwo i rolnictwo (głównie ogrodnictwo). Plemiona Konfederacji Irokezów (zwanej też Ligą Haudenosaunee) i inne ludy mówiące językami irokeskimi, w tym Huroni, żyły w rejonie Wielkich Jezior i na terenie obecnego stanu Nowy Jork. W jej skład wchodziło początkowo pięć plemion: Mohawkowie, Oneidowie, Onondagowie, Kajugowie, Senekowie, które zjednoczyły się przed pierwszym kontaktem z Europejczykami, a szóste plemię – Tuskarorowie – przyłączyło się później. Plemię Huronów, nie będących Irokezami, należało do tej samej grupy językowej i miało podobny model gospodarki.
Irokezi byli zasadniczo rolnikami, uprawiającymi tzw. „trzy siostry”, czyli powszechne wśród rdzennych Amerykanów rośliny uprawne: kukurydzę, fasolę i dynię. Stworzyli kulturę i zwyczaje związane ze swym stylem życia, w tym koncepcje dotyczące przyrody i zarządzania mieniem. Ich system gospodarczy był bardzo odmienny od dominującej obecnie gospodarki zachodniej. Charakteryzowały go: współwłasność ziemi, podział pracy ze względu na płeć oraz handel oparty głównie na ekonomii darów.
Zetknięcie się z Europejczykami na początku XVII wieku miało głęboki wpływ na gospodarkę Irokezów. Na początku biali stali się ważnymi partnerami handlowymi, ale rozszerzanie się osadnictwa europejskiego zakłóciło równowagę irokeskiej gospodarki. Jeszcze przed początkiem XIX wieku Irokezi zostali zmuszeni do osiedlenia się w rezerwatach i dostosowania swej tradycyjnej gospodarki do nowych warunków. W XX wieku niektóre grupy Irokezów wykorzystały autonomiczny status indiańskich rezerwatów i otworzyły własne kasyna. Inni Irokezi włączyli się bezpośrednio w ogólną gospodarkę poza rezerwatami.

## Własność ziemi

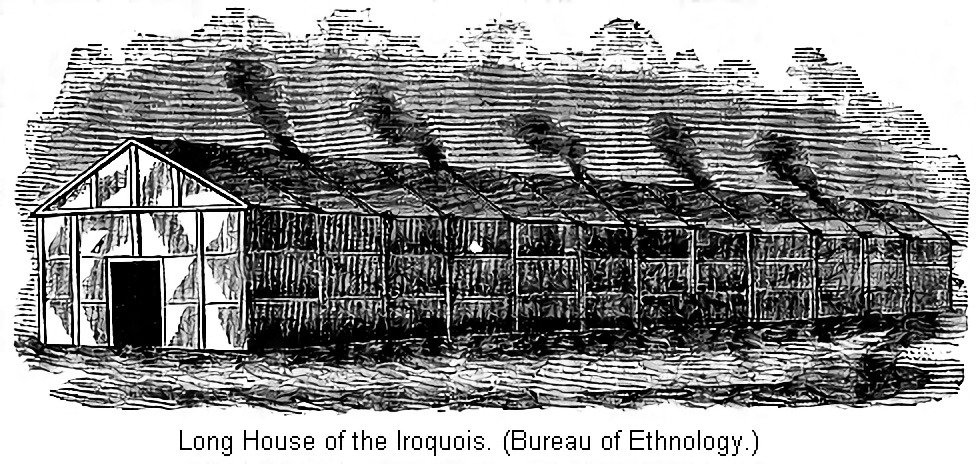
Irokeski długi dom późnego okresu, mógł pomieścić setki ludzi

Irokezi i Huronowie wypracowali podobne systemy zarządzania ziemią, oparte na współwłasności plemiennej.
Gabriel Sagard, francuski misjonarz katolicki, analizując podstawy systemu własności ziemi Huronów, pisał, że Huroni mieli „tyle ziemi ile potrzebowali”. Ziemia należała do całej społeczności. Każdy Huron miał swobodę w karczowaniu i uprawianiu ziemi. Jednocześnie zachowywał własność ziemi dopóty, dopóki ją uprawiał i pielęgnował. Gdy porzucał ziemię, ta powracała do puli własności publicznej i każdy mógł ją wziąć i uprawiać. Chociaż Huronowie mieli działki indywidualne, podział ten nie miał większego znaczenia – umiejscowienie pojemników na zboże w długich domach, w których mieszkały różne spokrewnione ze sobą rodziny, sugeruje, że jego mieszkańcy całą pracę wykonywali wspólnie.
Plemię Irokezów posiadało całość ziem, ale rozdzielało ich połacie różnym klanom w celu późniejszego rozparcelowania pomiędzy gospodarstwa pod uprawę roślin. Dzielenie ziem pomiędzy gospodarstwa odbywało się co kilka lat. Klan mógł poprosić o ponowne rozdanie ziem podczas zebrania rady Matek Klanów. Klany, które sponiewierały przydzieloną im ziemię, czyli nie zajmowały się nią, były ostrzegane, a ostatecznie karane przez radę odebraniem ziemi i oddaniem jej innemu klanowi. Dysponowanie ziemią było wyłącznie sprawą kobiet, ponieważ to one zajmowały się jej kultywacją.
Rada Matek Klanów zastrzegała również pewne obszary, na których pracowały kobiety wszystkich klanów. Pożywienie z tych ziem, zwane kěndiǔ"gwǎ'ge' hodi'yěn'tho, było używane podczas świąt, festiwali i dużych zebrań rady.

## Środowisko i zasoby naturalne
Irokezi żyli w sercu regionu leśnego wschodniej Ameryki Północnej – pomiędzy surowym środowiskiem Arktyki, jakie panuje na dalekiej północy kontynentu, a Wielkimi Równinami, rozciągających się aż do Gór Skalistych. W XVII wieku Irokezi zajmowali ziemie na południe od jeziora Ontario – od brzegu jeziora Erie na zachodzie do rzeki Hudson, od wschodu ich terytorium ograniczała Rzeka Świętego Wawrzyńca i łańcuch Appalachów. Obszary te nie są zbyt zróżnicowane pod względem morfologicznym, pozbawione są też wyraźnych barier naturalnych. Niewielkie wzgórza, porośnięte przez choiny kanadyjskie (zwane w Kanadzie cykutami), klony, sosny, dęby i inne drzewa strefy umiarkowanej, poprzecinane są żyznymi dolinami i glebami aluwialnymi. Irokezi wykorzystywali je podczas walk obronnych. Zajmując pozycje na najwyższych wzniesieniach, chronili się przed wrogiem, a jednocześnie obierali stanowiska dogodne do ataku.
Kraina Irokezów obfitowała w wiele gatunków zwierząt i jadalnych roślin. Źródłem mięsa były m.in.: łosie, wapiti, jelenie wirginijskie, baribale, bobry i inne, mniejsze zwierzęta łowne takie, jak: wydra kanadyjskie, kuny amerykańskie, zające amerykańskie, wiewiórki szare, czy sosnowiórki czerwone. W zależności od pory roku wody obfitowały w takie ryby, jak: karpiowate, bassy wielkogębowe i małogębowe, jesiotry: krótkonosy i ostronosy, łososie, węgorze amerykańskie oraz w małże słodkowodne. Liczne gatunki takich ptaków, jak: żurawie, pelikany, łabędzie, czy bernikle, gęsi, kaczki, indyki, gołębie, mewy, czy nury były również gospodarczo użyteczne. Z roślin uprawiano: kukurydzę, fasolę, dynię (gatunki tradycyjnie uprawiane przez Indian, tzw. trzy siostry) i melony, aklimatyzowane w dolinie Missisipi; zbierano zioła i dzikie owoce rosnące w okolicy. Suszono owoce takich drzew, jak: orzeszniki, orzechy i kasztany, dęby. Z klonu cukrowego wyrabiano popularny wśród Indian syrop klonowy. Ponadto zbierano maliny, czarne borówki, truskawki, jagody żurawiny i produkowano wino z winogron winorośli, które rosły w sposób naturalny na obszarach dotkniętych pożarami. Dietę uzupełniano jabłkami, jagodami berberysowatych i asyminy trójklapowej (zwaną pawpaw) i owocami innych dzikich drzew owocowych.
Z licznie dostępnych surowców wytwarzano narzędzia, odzież oraz biżuterię i ozdoby. Ze skóry i sierści zwierzyny wyrabiano ubrania i narzędzia. Rogów, kości i ścięgien, jak również skorup mięczaków używano do produkcji narzędzi i naczyń. Pochodzące z okolicznych lasów drewno do budowy pozyskiwano z takich drzew, jak: jesion, wiąz, żywotnik zachodni, jodła balsamiczna i świerk. Ich korę używano do pokrywania różnych materiałów. Drewno jesionu amerykańskiego i wiązu z gatunku Ulmus rubra służyło do wyrobu canoe i rakiet śnieżnych. Włókna wewnętrznej części kory wiązu i innych roślin takich, jak Dirca palustris (wawrzynkowate) i dzikie konopie, używano do produkcji sznurów i naszyjników. Trzcinę i lancetowate liście kukurydz używano do tkania dywanów. Z gliny wyrabiano w dużych ilościach naczynia ceramiczne. Kraina Irokezów była jednak uboga w miedź – niemal jedyny metal wykorzystywany przez Indian. Przed przybyciem Europejczyków Irokezi nie używali narzędzi wykonanych z metalu, a jedynie kilku narzędzi kamiennych.
Terytorium Huronów, położone na ziemiach pomiędzy jeziorami Ontario, Erie i Huron, było bardzo podobne do krainy Irokezów. Nieco bardziej korzystne rolniczo, z większą ilością terenów otwartych, oferowało mniej zasobów do polowania, ale za to lepsze łowiska.

## Działalność podstawowa
Podstawowymi obszarami działalności gospodarczej Irokezów były: zbieranie owoców i korzeni, traperstwo, łowiectwo, rybołówstwo i rolnictwo. Istotną część pożywienia stanowiły zbierane regularnie owoce i korzenie. Obfite zbiory były okazją do organizowania uroczystości, na ich okoliczność wytwarzano również syrop klonowy. Zasoby te jednak zajmowały drugorzędną pozycję w stosunku do zwierzyny łownej – Irokezi polowali zarówno w najbliższym otoczeniu, jak i daleko poza granicami swojego terytorium.
Zima była głównym sezonem polowań, w pozostałych miesiącach polowano nieregularnie. Wiosną i jesienią polowano na dzikie ptactwo, a okres od stycznia do maja sprzyjał polowaniom na niedźwiedzie ze względu na ich hibernację. Na jelenie i bobry polowano w pierwszych czterech miesiącach zimy. Od października liczne grupy myśliwych przemierzały tereny w poszukiwaniu zwierzyny. Wędrowali na wschód i północ w kierunku gór Adirondack i terenów dzisiejszej Kanady, a także na zachód i południe, nad rzekę Niagara oraz w kierunku dzisiejszych stanów USA – Ohio i Pensylwanii. W styczniu grupy osobno wracały do swoich wiosek. Podczas polowań myśliwi chronili się w niewielkich przenośnych szałasach; w wioskach budowano tzw. długie domy, otoczone solidnym ogrodzeniem. Ryby łowiono na wiele sposobów od połowy marca do początku zimy (najwięcej łososi i węgorzy), a u Huronów niemal przez cały rok.
W przeciwieństwie do łowiectwa i zbieractwa rolnictwo wymagało stosunkowo długich i skomplikowanych czynności. Produkcja kukurydzy dzieliła się na cztery główne fazy: przygotowanie roli, sadzenie, wzrost roślin i zbiory. Cały proces ciągnął się zazwyczaj przez całe lato. Czasem, gdy przygotowanie roli było szczególnie trudne, pierwsze żniwa poprzedzało kilka lat wcześniejszych prac. Co 10–12 lat ekstensywne metody gospodarki rolnej Irokezów oraz częste migracje z wsi do wsi wymuszały konieczność powtarzania całego zabiegu. Część terenów nieobsianych przeznaczano na uprawę melona, a także – w mniejszym stopniu – słonecznika i tytoniu. Największą gałąź gospodarki rolnej stanowiła jednak uprawa tradycyjnych „trzech sióstr” – kukurydzy, fasoli i dyni. Kukurydza w różnych postaciach, w tym sagamite (indiańska potrawa), była podstawą wyżywienia wsi i stanowiła większość przechowywanej nadwyżki produkcji rolnej. Podczas sezonu polowań i połowów za główne pożywienie służyły ryby i dziczyzna. Uzupełniały one nadwyżki, przechowywano je po konserwacji za pomocą wędzenia i suszenia.
Większość rolników mieszkała na obszarach słabo zalesionych. Trwały wybór lokalizacji wsi ze względu na jakość gleb sugeruje, że mimo istotnej roli łowiectwa i rybołówstwa, w systemie gospodarczym Irokezów dominowało rolnictwo, jeszcze większą rolę odgrywało zaś u Huronów.

## Dobra konsumpcyjne i inwestycyjne
Niezależnie od podstawowej działalności produkcyjnej Irokezi praktykowali różne formy rękodzieła, zwłaszcza w czasie wolnym, który następował po powrocie z polowań – na koniec zimy. Irokezi wytwarzali zarówno dobra konsumpcyjne (np. ubrania), jak i inwestycyjne (np. narzędzia), wśród nich dwa narzędzia ogólnego zastosowania: nóż, wyrabiany z drewna, kości, skorupy, muszli, bądź z kamienia, używany do polowania, walki i wielu czynności codziennych, oraz siekierę z kamienia, wykorzystywaną do wielu czynności, m.in. do wyrębu lasu.
Inne produkty były odpowiedzią na wiele bardziej skomplikowanych potrzeb. Dla myśliwego najważniejszy instrument stanowił łuk, często wielkości człowieka, wytwarzany z jałowca (czerwonego cedru) lub podobnego drewna, hartowanego w ogniu, wyposażony w linę konopną lub ścięgno jelenia w charakterze cięciwy. Strzały, około metrowej długości, były czasami wyposażone w dwa pióra, które poprawiły ich celność poprzez nadanie jej ruchu obrotowego. Ostrza wykonywano najczęściej z drewna, niekiedy również z kamienia, kości lub rogu. Pułapki i sidła wytwarzano zwykle z konopi lub kory. Do łowienia ryb stosowano harpuny, wykonywane z rogu lub kości, oraz sieci rybackie z włókien konopi lub kory. Skuteczność połowów zwiększano poprzez wznoszenie różnego rodzaju zapór. Również działalność rolnicza wymagała specjalistycznych narzędzi. Po wykarczowaniu ziemi przy pomocy ognia i siekiery oczyszczanie terenu kontynuowano za pomocą drewnianych grabi, a następnie przygotowywano pod zasiew roślin za pomocą „kija do kopania” – zakrzywionego kawałka drewna z długim uchwytem. Do pielenia chwastów używano najczęściej drewnianych motyk, a czasem skorup lub łopatek jelenia przymocowanych do kija.
Irokezi wytwarzali także narzędzia niezbędne do dalszej przeróbki surowców. Jedzenie przygotowywano w naczyniach kuchennych, zwykle wykonanych z drewna, kory czy gliny. Kamienny moździerz służył do rozcierania orzechów, masy do wyrobów garncarskich lub innych twardych materiałów. Przyrządy i naczynia ceramiczne, wykonane z gliny zmieszanej z kamieniem lub rozgniecionymi muszlami, suszono na słońcu po wyrobieniu masy, a następnie wypalano na ogniu z kory. Używano ich do gotowania i być może także do przechowywania. Jednak najczęściej używane pojemniki, szczególnie na materiały suche, wytwarzano z kory i drewna. Początkowo produkcja wyrobów włókienniczych na bazie włókien roślin odbywała się wyłącznie ręcznie lub z zastosowaniem kilku prostych narzędzi z rogu lub kości. Obróbka skóry, chociaż bardziej rozwinięta, również nie wymagała skomplikowanych narzędzi. Drapaczy wykonanych z drewna lub kamienia używano do oczyszczania skóry, którą następnie konserwowano poprzez nasączanie w roztworze z mózgu jelenia i podgrzewanie na dymiącym ogniu, co nadawało jej gładkość i elastyczność. Na końcu skóra była zszywana w pożądane kształty za pomocą ścięgien lub włókien roślinnych z użyciem szydeł lub igieł wykonanych z drewna, kości lub rogu.
Irokezi wytwarzali też środki transportu. Do transportu lądowego używano drewnianych noszy lub pasów tkanych z włókien kory, które zawiązywano wokół głowy lub klatki piersiowej. W zimie pokrywa śnieżna umożliwiała użycie drewnianych sań ciągniętych przez człowieka zaopatrzonego w rakiety śnieżne. Na wodzie używano canoe o długości od 3,5 do 12 metrów, mogących pomieścić od dwóch do trzydziestu siedzących osób. Robiono je z kory wiązu (lepiej nadająca się kora brzozy nie rosła na terytorium Irokezów).

## Podział pracy: rolnictwo i leśnictwo
Podział pracy odzwierciedlał dualistyczny rozdział kolektywu w mentalności Irokezów. Bliźniaczy bogowie Sapling (wschód) i Flint (zachód) stanowili dwie uzupełniające się połówki świata. Wierzenia Irokezów wpływały na twarde rozdzielenie obowiązków między kobietą a mężczyzną. Ich czynności w powszednim życiu wzajemnie uzupełniały się. Irokescy mężczyźni byli odpowiedzialni za polowanie, handel i walkę, podczas gdy kobiety zajmowały się uprawą roli, gromadzeniem żywności i domostwem. Do czasu nawiązania kontaktów z Europejczykami irokeskie kobiety wytwarzały około 65% ogółu dóbr a mężczyźni 35%. Łączona produkcja żywności okazała się sukcesem do takiego stopnia, że głód był niezwykle rzadkim zjawiskiem. Pierwsi osadnicy ze starego świata często zazdrościli Irokezom powodzenia w produkcji żywności.
Irokeski charakter pracy pasował do irokeskiego systemu posiadania ziemi. Skoro własność była wspólna, to praca również. Kobiety wykonywały ciężką pracę w dużych grupach według klanów, przemieszczając się pomiędzy działkami i pomagając sobie nawzajem. Wspólnie obsiewały pola. Z każdej grupy rolniczej wybierały starszą aktywną członkinię swojej społeczności, która zostawała ich przywódczynią na dany rok. Pozostałe kobiety z grupy wykonywały jej polecenia. Współpracowały także przy innych czynnościach. Mogły ciąć drzewo dla siebie, lecz liderka pilnowała, aby zostało ono przyniesione do osady wspólnie. Według Mary Jemison, białej kobiety zasymilowanej ze społeczeństwem Indian, zbiorowy wysiłek zapobiegał „wszelkiej zazdrości o to, że ktoś wykonał większą lub mniejszą pracę od innych”.

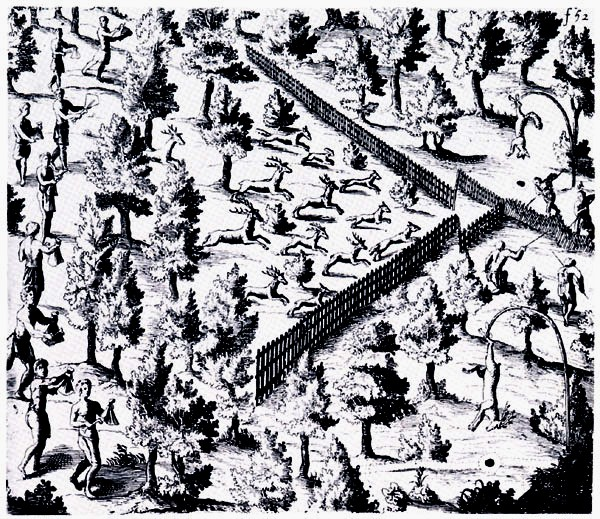
Szkic Samuela de Champlaina przedstawiający polowanie na jelenie; mężczyźni hałasując, zapędzają zwierzęta wzdłuż parkanu w kształcie litery V, ku wierzchołkowi gdzie są chwytane, a następnie zabijane

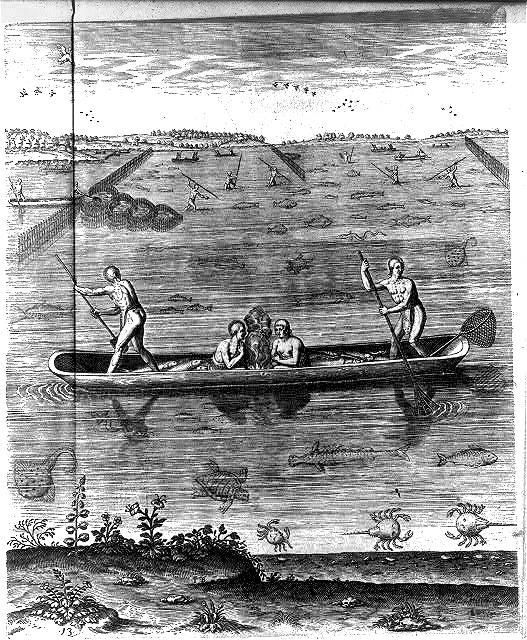
Autochtoni niezidentyfikowanego plemienia łowią ryby w sposób podobny do Irokezów, rycina Theodora de Bry’a, 1590

Mężczyźni organizowali się w podobny sposób, przy czym częściej współpracowali ze sobą w obrębie całej osady, a nie klanu. Wspólnie walczyli, polowali i łowili ryby. Celem współpracy było zwiększenie jej wydajności, np. podczas polowania lub połowu. Według jednej z relacji duże grupy łowieckie budowały z chrustu palisadę w kształcie litery V. Myśliwi podpalali las w najszerszym punkcie zbudowanej palisady, wymuszając na zwierzętach, by te w panice wbiegały do punktu, w którym łowca czekał w wyłomie. Gdy myśliwi działali według takiego planu, liczba upolowanych jeleni mogła osiągnąć nawet sto sztuk. W podobny sposób łowiono ryby. Przy pomocy canoe, sieci i niewodu liczna grupa mogła objąć sporą część rzeki, łowiąc nawet tysiąc ryb w pół dnia. Zdobycz pomiędzy członków wyprawy była dzielona przez przywódcę lub zanoszona do wioski na ucztę. Polowania lub połowy nie zawsze odbywały się wspólnie, jednak współpraca przynosiła znacznie lepsze efekty niż przedsięwzięcia indywidualne.

## Handel
Spółdzielcza produkcja i gremialna dystrybucja dóbr spowodowały, iż wewnątrz Ligi Irokeskiej nie prowadzono handlu. Wymianę handlową prowadzono natomiast z plemionami, na których terytorium były zasoby potrzebne Irokezom. W zamian za nadwyżkę kukurydzy i tytoniu pozyskiwano od plemion północnych skóry zwierząt, a od wschodnich wampum. W handlu korzystano znacznie częściej z dawania darów niż z jakiejkolwiek formy wymiany. Obdarowywanie odzwierciedlało wzajemne zaufanie i było elementem współwłasności w irokeskim społeczeństwie. Kiedy dawano podarunek drugiej osobie, oczekiwano, że odwzajemni się ona w bliżej nieokreślonej przyszłości, dając rzecz materialną i odzwierciedlającą rzeczywistą wartość otrzymanego dobra. Wymiana następowała, gdy jeden klan dawał podarunek innemu klanowi lub plemieniu, oczekując że dostarczy on potrzebny towar w zamian. Taka postać handlu była związana z kulturowym dążeniem do dzielenia się mieniem i pracy spółdzielczej. Nigdy nie zawierano umowy formalnej, a społeczność lub jej członka obdarowywano w oczekiwaniu, że jednostka lub społeczność odwzajemni ten gest. Handel zewnętrzny był rzadką okazją dla człowieka w społeczeństwie irokeskim do indywidualnego przedsięwzięcia. Osoba, która odkryła nowy szlak handlowy, miała wyłączne prawo do używania go w przyszłości. Jednakże klan mógł „znacjonalizować” tenże szlak, żeby zyskać monopol na handel pewnego typu towarem.

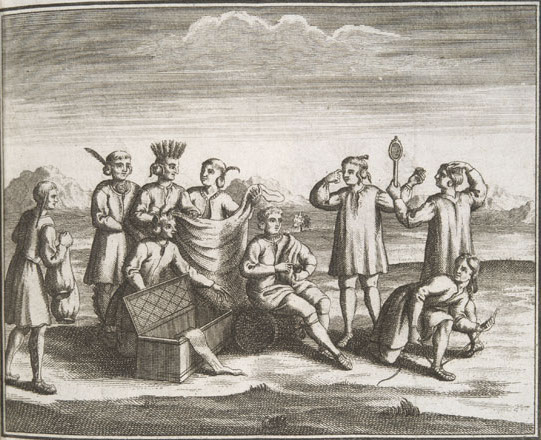
Irokezi z zachodnimi dobrami, prawdopodobnie pozyskanymi przez handel (francuski grawerunek, 1722)

Przybycie Europejczyków stworzyło okazję do znacznego rozszerzenia handlu. Futra były pożądanym towarem w starym świecie. Można było je nabyć tanio od Indian w zamian za towary, których ci nie byli w stanie wyprodukować. Handel nie zawsze przynosił profity tubylcom. Brytyjczycy wykorzystali kulturę darów Indian. Zasypując ich europejskimi towarami, uzależnili ich od takich przedmiotów jak metalowe siekiery czy broń palna. Irokezi, porzuciwszy swoją tradycyjną broń stali się zależni od dostaw prochu strzelniczego i amunicji.
Anglicy używali tych darów głównie po to, żeby uzyskać poparcie Irokezów dla walki z Francuzami. Autochtoni również pozyskiwali od przybyszów alkohol, substancję nieznaną przed przybyciem Europejczyków. Ostatecznie miało to bardzo negatywny wpływ na społeczność Irokezów. Problem stał się na tyle poważny, że w 1753 roku wódz Irokezów – Scarrooyady napisał do Gubernatora Pensylwanii, z prośbą o interwencję: „Wasi handlarze rzadko kiedy przywożą inne towary niż rum i mąkę; oni przywożą mało ołowiu i prochu lub innych wartościowych towarów... i dostają wszystkie futra, które powinny iść na zapłatę długów, które zaciągnęliśmy jako zapłatę za dobra dostarczane przez uczciwych handlarzy; tą drogą, nie tylko rujnujemy siebie, ale również ich. Ci nikczemni sprzedawcy whisky, kiedy tylko wciągną Indian w alkohol, zmuszają ich do sprzedania koszuli z pleców. Mówiąc krótko, jeśli tak będzie nadal, czeka nas nieuchronna ruina.”

## Wpływ gospodarki na kulturę i społeczeństwo

### Organizacja zbiorowa i zachowania indywidualne
Struktura irokeskiej gospodarki stworzyła niepowtarzalną etykę własności i pracy. Zagrożenie kradzieżą niemal nie istniało, gdyż poszczególne osoby nie posiadały niczego poza prostymi sprzętami i narzędziami, które występowały tak powszechnie, że były praktycznie bezwartościowe. Jedynym dobrem wartym kradzieży mógł być wampum, przedmiot ceniony jako heraldyczny znak plemienia, glejt poselski, używany niekiedy również w charakterze środka płatniczego.
Chociaż społeczeństwa wolne od kradzieży są powszechnie szanowane, to systemy społecznie podobne do irokeskiego często krytykuje się za brak wystarczającej motywacji do pracy. Aby sprawnie funkcjonować, Irokezi stworzyli etykę pracy grupowej. Najważniejszą cnotą stała się produktywność. Idealny Irokez był dobrym wojownikiem i skutecznym myśliwym, a idealna Irokezka wyróżniała się w rolnictwie i pracach domowych. Kładąc nacisk na przydatność jednostki dla społeczeństwa, Irokezi stworzyli mentalność, która motywowała członków społeczności, chociaż w praktyce uzyskiwali bardzo podobne korzyści bez względu na to, jak ciężko pracowali.
Można by oczekiwać, że w wyniku takiego systemu wspólnotowego Irokezi wytworzą kulturę zależności bez indywidualizmu. Mieli oni jednak silną tradycję autonomicznej odpowiedzialności. Irokeskich mężczyzn uczono samodyscypliny, wiary w siebie, odpowiedzialności i stoicyzmu. Już w dzieciach Irokezi usiłowali eliminować wszelkie poczucie zależności i wzmacniać dążenie do odpowiedzialności. Jednocześnie dzieci musiały uczestniczyć w kulturze wspólnotowej, czyli uczono je myśleć indywidualnie, ale pracować zespołowo.

### Kwestia statusu jeńców
W każdej wsi irokeskiej mieszkały grupy o niższym statusie społecznym, do których należeli zniewoleni jeńcy wojenni i „zniewieściali” mężczyźni, którzy nie brali udziału w walkach i polowaniach. Zajmowali się oni uprawą ziemi i pracami typowo kobiecymi, nie byli darzeni szacunkiem plemienia i nie brali czynnego udziału w zebraniach plemiennych, aż do momentu, kiedy wkupili się z powrotem w łaski społeczności poprzez udane polowanie lub udział w walce. Niewolnicy natomiast przeznaczeni byli do zadań najtrudniejszych i najbardziej służebnych: pracy w polu, przenoszenia ładunków, zbierania drewna na opał, noszenia wody. Pracę niewolniczą wykonywali zarówno mężczyźni, jak i kobiety. Pomimo iż zasłużeni więźniowie ostatecznie podlegali integracji ze społeczeństwem, to jednak „grupa” jeńców odróżniała się od wolnych członków plemienia.
Pozycja jeńców wojennych w społeczeństwie Irokezów poddawana była różnym ocenom antropologów. Etnolingwista Bruce Trigger z Uniwersytetu McGilla twierdzi, że Irokezi adoptowali więźniów, a niewolnictwo nie istniało. Nieco odmiennego zdania jest antropolog Roland Viau z Uniwersytetu Montrealu: „...byli oni przejmowani i zabijani oraz, aż do około 1700, zjadani. Kiedy zaniechano kanibalizmu, nadmiar więźniów zamieniano w niewolników”. „Wojna o jeńców” przybrała na sile szczególnie po utworzeniu Konfederacji Irokezów. Zanim przybyli Europejczycy, jej głównym celem było wyszkolenie skutecznych wojowników. Wyjaśniało by to większy opór Konfederacji w stosunku do swoich sąsiadów. Wojna ta powodowała także wzrost wartości dowódców wojskowych, za których głowy płacono znacznie więcej, niż za głowy przywódców cywilnych.

### Kwestia pozycji kobiet
Problem miejsca kobiet w społeczeństwie Irokezów przed przybyciem Europejczyków to kolejna kontrowersyjna kwestia. Pisma pierwszych misjonarzy, odkrywców lub handlarzy o Irokezach z początku XVII w. ukazywały kobiety jako traktowane gorzej w nierównym podziale pracy oraz pozbawione roli politycznej. Natomiast w 1724 roku, jezuita Joseph François Lafitau przedstawiał obraz społeczeństwa Irokezów jako czysty matriarchat. Podobną wizję zaprezentował pół wieku później Lewis Henry Morgan, z którym korespondował Fryderyk Engels. Korespondencja ta przyczyniła się do wykorzystania przez Engelsa tezy o matriarchacie wśród Irokezów w jego pracy z 1884 roku pt. Pochodzenie rodziny, własności prywatnej i państwa. Według Rolanda Viau (2000), opis Lafitau odzwierciedlał skutki nierównowagi wprowadzonej przez kolonizację: „Podczas gdy epidemie powodują poważny kryzys demograficzny, długie wojny i odległe relacje w handlu futrami prowadzą do ciągłego braku mężczyzn. Miejsce zabitych zajmują jeńcy, a na kobietach spoczywa zadanie inkulturacji”.

## Sytuacja ekonomiczna po przybyciu Europejczyków

### Zależność handlowa
Pierwsze kontakty Europejczyków z irokeskimi Indianami miały miejsce w latach 1535-1536 nad Rzeką Świętego Wawrzyńca za sprawą francuskiego podróżnika Jacques’a Cartiera. Do końca XVI w. rzeka ta stanowiła centrum wymiany gospodarczej między tymi nacjami. W wymianie tej w sposób pośredni lub bezpośredni uczestniczyła większość grup indiańskich ze wschodnich lasów Ameryki Północnej, a handlowano głównie futrami. W ówczesnej Europie występowało duże zapotrzebowanie na futra, a zasoby amerykańskie wydawały się nieograniczone. Europejczycy oferowali w zamian wiele produktów, których tubylcy sami nie wytwarzali: metalowe narzędzia i przybory codziennego użytku (siekiery, noże, groty i haczyki z żelaza, czy czajniki z miedzi), tkaniny i wyroby włókiennicze (koce wełniane, koszule lniane), biżuterię i szklane paciorki oraz różnego rodzaju broń palną.
Indianie północnoamerykańscy uzależnili się od Europejczyków, kiedy towary europejskie zastąpiły ich własne wyroby tradycyjne. Wzrost cen za dziczyznę i futra doprowadził do znacznego zmniejszenia liczby zwierzyny łownej i zaostrzenia walk o kontrolę nad polowaniami. W pierwszej połowie XVII wieku, wojny i epidemie chorób przywleczonych przez Europejczyków spowodowały drastyczny spadek populacji Indian, dodatkowo potęgując zaburzenie ich stylu życia. Korzystając z powszechnej kultury darów, Holendrzy i Brytyjczycy podejmowali próby osłabienia irokeskiego poparcia dla Francuzów, obdarowując Indian takimi towarami jak żelazne topory, czy muszkiety, przez co potęgowali ich zależność od towarów importowanych.

### Współczesna gospodarka
Wielu Irokezów w pełni zintegrowało się z otaczającą ich zachodnią gospodarką USA i Kanady. Dla pozostałych oznaczało to większą izolację w rezerwatach. Obecnie irokeska gospodarka jest silnie zależna od amerykańskiej i światowej gospodarki. Irokezi przez ponad 100 lat brali udział w tworzeniu konstrukcji stalowych na potrzeby budownictwa wraz z wieloma członkami szczepu Mohawk, między innymi przy takich projektach jak Empire State Building czy World Trade Center.
Wewnątrz rezerwatów sytuacja gospodarcza często była trudna, na przykład po amerykańskiej stronie rezerwatu Mohawków bezrobocie na początku lat 90. XX w. sięgało 46%. Jednakże wiele rezerwatów rozwinęło z powodzeniem własne biznesy. Salamanca na terenie rezerwatu Seneków stała się ośrodkiem przemysłu drzewnego. W tej gałęzi przemysłu pracuje 13% rdzennych amerykanów. Senekowie wykorzystują status niezależnego rezerwatu by sprzedawać benzynę i wyroby tytoniowe nieobjęte naliczonym podatkiem oraz umożliwiają obstawianie wysokich wygranych w Bingo. Otworzyli również dwa kasyna, jedno w Niagara Falls w stanie Nowy Jork – Seneca Niagara Casino i drugie w Salamance – Seneca Allegany Casino. Planowane jest również otwarcie trzeciego kasyna w Buffalo – Seneca Buffalo Creek Casino.
Plemię Oneidów stworzyło kasyna na terenach swoich rezerwatów w Nowym Jorku i Wisconsin. Oneidzi są jednymi z największych pracodawców w północno-wschodnim Wisconsin, zatrudniają ponad 3000 pracowników, wliczając w to 975 osób pracujących w radzie plemiennej. Plemię zarządza ponad 16 milionami dolarów rządowych i prywatnych dotacji oraz wieloma programami, wliczając w to programy zgodne z Aktem Samostanowienia oraz Wspierania Edukacji. Przedsięwzięcia te przyniosły miliony dolarów zysków społeczności indiańskiej oraz wpłynęły na poprawę warunków ich życia.

### Własność ziemska po przybyciu Europejczyków
Wraz z przybyciem Europejczyków, które przyniosło przymusowe przesiedlenia i izolację w rezerwatach, zmienił się sposób zarządzania ziemią. Tubylcy musieli dostosować swój system własności do modelu zachodniego. Pomimo wpływu kultury zachodniej, Irokezi zachowali unikatowy charakter własności przez wiele lat. Współczesny Irokez Doug George-Kanentiio tak wypowiadał się na temat irokeskiej koncepcji własności: Irokezi nie mają „bezwzględnego prawa do żądania terytorium w celach czysto zarobkowych. Nasz Stwórca dał nam pierwotne ziemie w nadziei, że będziemy przestrzegać bardzo specyficznych reguł korzystania z niej. Jesteśmy opiekunami Matki Ziemi, a nie Jej panami. Nasze roszczenia są słuszne tylko wtedy, kiedy żyjemy w pokoju i w zgodzie z nią.”. Podobny punkt widzenia został wyrażony w oświadczeniu Iroquois Council of Chiefs (pol.: Irokeska Rada Wodzów) w 1981 roku. Rada odróżniła „zachodnioeuropejską koncepcję własności ziemi” od irokeskiego poglądu, że „ziemia jest święta” i że „została stworzona dla wszystkich do wiecznego użytku – a nie wykorzystania tylko dla obecnego pokolenia”, jak również „w żadnym wypadku ziemia nie jest na sprzedaż”. Dalej w oświadczeniu czytamy: „Zgodnie z prawem Haudenosaunee (Irokezów) – zwanym Gayanerkowa – ziemia jest w posiadaniu kobiet każdego klanu. Są to głównie kobiety odpowiedzialne za rolę, które ją uprawiają i które dbają o nią dla przyszłych pokoleń. Kiedy powstała Konfederacja Irokezów, oddzielne narody utworzyły jeden związek. Terytorium każdego narodu stało się częścią ziem Konfederacji, choć każdy naród w dalszym ciągu zachował możliwość wspierania własnego interesu w obrębie jego historycznego terytorium.”. Oświadczenie Rady odzwierciedla utrzymywanie unikatowego charakteru własności wśród Irokezów.
System Rezerwatu Sześciu Narodów (dwa rezerwaty Irokezów w Kanadzie) integruje tradycyjną strukturę własności Irokezów z nowym sposobem życia ograniczającym się do rezerwatu. Idea utworzenia rezerwatów została zapoczątkowana po wydaniu dwóch aktów prawnych w XVIII wieku. Nadały one Irokezom własność gromadną ziem rezerwatu Sześciu Narodów. Pojedynczy członkowie mogli wziąć w wieczystą dzierżawę część ziemi od Konfederacji. W prawie własności rezerwatu istniała irokeska reguła stanowiąca, że ziemia przechodziła w posiadanie jednego z członków plemienia, kiedy nią gospodarował i wracała pod kontrolę publiczną, gdy była porzucana. W jednym dyskusyjnym przypadku własności, Rada Irokezów rozpatrzyła wniosek na korzyść Indianina, który uprawiał ziemię, a nie na korzyść tego, który ją porzucił. Zasoby naturalne ziemi należą do plemienia jako całości, a nie do członka, który zajmuje daną parcelę. Irokezi posiadają prawo do eksploatacji kamieniołomów, ale płacą ustalone należności za każdą produkcję. Po odkryciu w rezerwacie gazu ziemnego Rada Wodzów przejęła na własność naturalne szczeliny gazowe. Tym, którzy mieli na swojej posesji wybudowane szyby gazowe, płaciła kompensaty, ale tylko za zniszczenia spowodowane wydobyciem gazu. Ten układ przypomina bardzo system dystrybucji ziemi w okresie przedeuropejskim, kiedy to plemiona posiadające formalnie ziemię, rozdzielały ją do użytku, a nie na własność. Inny przykład tradycyjnego systemu własności Irokezów, który wpłynął na życie współczesnych Indian dotyczy zakupu ziemi w stanie Nowy Jork przez plemię Seneka-Kajuga. Wybudowano na niej kasyno, które jako własność wspólna stało się dodatkowym źródłem dochodu. Plemię Seneka-Kajuga jest także na tej samej zasadzie właścicielem hali bingo, stacji benzynowej i fabryki papierosów. Późniejsza organizacja własności rezerwatu odzwierciedla bezpośrednio wpływ przedeuropejskiego spojrzenia na własność ziemi.